# 洼瓣花属
洼瓣花属（学名：Lloydia）是百合科下的一个属，为多年生纤细草本植物。该属共有20种，分布于北温带。